# Silsersee
Silsersee är en sjö i Schweiz. Den ligger i den östra delen av landet, 180 km öster om huvudstaden Bern. Silsersee ligger 1 795 meter över havet. Arean är 4,1 kvadratkilometer. Den sträcker sig 3,1 kilometer i nord-sydlig riktning, och 4,0 kilometer i öst-västlig riktning.
Följande samhällen ligger vid Silsersee:
- Sils-Segl Maria (735 invånare)

Trakten runt Silsersee består i huvudsak av gräsmarker. Runt Silsersee är det glesbefolkat, med 13 invånare per kvadratkilometer.